# Assur-nadin-apli
 Aššur-nadīn-apli, geschreven als maš-šur-SUM-DUMU.UŠ, was koning van Assyrië van 1206 - 1203 v.Chr.. Zijn naam betekent “Aššur is de gever van een erfgenaam” in het Akkadisch.

## Machtsovername
Hij kwam aan de macht door zijn vader Tukulti-Ninurta I te vermoorden. De precieze gang van zaken die tot de omverwerping van zijn vader geleid hebben is verre van duidelijk. Zijn vader was een machtig koning die de Kassiet Kaštiliašu IV van Karduniaš versloeg in het dertiende en veertiende jaar van zijn regering... Na dit hoogtepunt bleek het Assyrische leger te veel van zichzelf gevergd te hebben en het had moeite aan de gemaakte vorderingen vast te houden. Dit is waarschijnlijk de achtergrond waartegen we de opstand van Aššur-nadīn-apli tegen zijn vader moeten zien.
Verschillende kopieën van de Assyrische koningslijst zeggen dat hij de troon greep en drie of vier jaar regeerde.. Er is ook enige onduidelijkheid over de naam. De Nassouhi-lijst heeft het over Aššūr-nādin-apli, maar de SDAS-versie zegt juist Aššūr-nāṣir-apli. Sommige auteurs zoals Brinkman en Grayson nemen daarom aan dat er hier twee verschillende koningen achter schuilgaan.. Yamada aan de andere kant stelt dat dit teruggaat op latere verwarring door een kopiist met de opvolging van Tukulti-Ninurta II door Aššūr-nāṣir-apli II.. In het spijkerschrift schelen beide namen maar in één teken.. Over de dood van zijn vader is meer duidelijkheid. De Babylonische Kroniek P zegt dat “Aššur-nāṣir-apli, zijn zoon (mar-šu) en de officieren van Assyrië rebelleerden, hem van de troon verwijderden, in een kamer opsloten en hem doodden.”

## Bewind
De onderlinge strijd deed het aanzien van Assyrië weinig goed en in zijn tijd wisten de vorsten van Elam een grotere rol in de politiek van Mesopotamië op te eisen. De grip die zijn vader enige tijd op het buurland Babylon gehad ging verloren en Assyrië begon aan een periode van onderlinge twisten waaover maar weinig gegevens bekend zijn.
Er zijn bakstenen die zeggen "[Eigendom van] het paleis van Aššūr-nādin-apli" en er is een wat langere tekst die refereert aan het omleiden van de Tigris naar het noorden van de stad Aššūr door "goddelijke middelen" om bouwland te ontginnen en een heiligdom te stichten. Er is maar één eponiem ondubbelzinnig vastgesteld voor zijn regeringsperiode, dat van Erīb-Sîn, dat een stenen tablet dateert. Een ander tablet van hetzelfde jaar is gevonden bij Tell Taban, de hoofdplaats van de vazalstaat Tâbatu (nu bij Al-Hasakah). Het werd gevonden tijdens een reddingsopgraving door Hirohito Numoto op een plaats in Syrië waar een nieuwe dam gebouwd ging worden. De vazalkoning van Tâbatu, Adad-bēl-gabbe, die regeerde onder niet minder dan vier Assyrische vorsten had blijkbaar niet veel last van de perikelen in de hoofdstad.
In Assur-nadin-apli's tijd heeft de stad Ninive nog een vrij bescheiden rol als administratief en religieus centrum, maar de stad wordt wel genoemd op een stele in Aššur.

Aššūr-nadin-apli werd opgevolgd door Assur-nirari III die waarschijnlijk zijn zoon was, maar mogelijk zijn neefje indien hij inderdaad een broer Aššūr-naṣir-apli gehad had, die bij de machtsovername van hun vader gesneuveld was. De omstandigheden van zijn eigen val zijn geheel duister.

## Tijdgenoten
- Adad-šuma-uṣur van Babylonië.[12]

## Inscripties
1. ↑  Baksteeninscriptie Ass. 22346, KAH 2 62.
2. ↑  Alle drie kopieën van de Assyrische koningslijst zijn het eens dat Tukulti-Ninurta I zijn vader is.
3. ↑  De NaKL zegt drie jaar, terwijl de KhKL en de SDAS vier jaar zeggen.
4. ↑  Kroniek P, kolom 4, lijnen 10 tot 11.

## Verwijzingen
1. ↑  Mogelijk is de datering 1196 - 1193 v.Chr. afhankelijk van het aantal regeringsjaren van Ninurta-apil-ekur.
2. ↑  M. Capraro (1998). The Prosopography of the Neo-Assyrian Empire, Volume 1, Part I: A. The Neo-Assyrian Text Corpus Project, "Aššūr-nādin-apli", p. 202.
3. ↑  Hier staat nadānu voor “geven” en aplu is “erfgenaam.”
4. ↑  Zie bijvoorbeeld, Stephan Jakob (Univ. Heidelberg), Sag mir quando, sag mir wann (Workshop: “Middle Assyrian Texts and Studies”) Time and History in the Ancient Near East; Barcelona; 26 - 30 juli 2010.
5. ↑   Althans indien de plaatsing van de eponiemen van de hoogwaardigheidsbekleders Etel-pi-Aššur en Aššur-bel-ilani juist zijn.H. Freydank (2005). Zu den Eponymenfolgen des 13.Jahrhunderts v. Chr. in Dûr-Katlimmu. Altorientalische Forschungen 32 (1): 45–56.
6. ↑  J. A. Brinkman (1973). Comments on the Nassouhi Kingslist and the Assyrian Kingslist Tradition. Orientalia 42: 312–313.
7. ↑  Grayson staat er zelfs op dat “there seem to have been at least two sons.”A. K. Grayson (1972). Assyrian Royal Inscriptions, Volume I. Otto Harrassowitz, Wiesbaden, 134–136.
8. ↑  Shigeo Yamada (1998). The Assyrian King List and the Murderer of Tukulti-Ninurta I. NABU (1): 26–27.
9. ↑  Namelijk PAB voor nāṣir en SUM voor nādin
10. ↑  Daisuke Shibata (2006). Middle Assyrian Administrative and Legal Texts from the 2005 Excavation at Tell Taban: A Preliminary Report. 49th Regular Meeting of the Sumerian Studies: 169–180 (Kyoto University).
11. ↑  (fr)  Ninive et Aššur à l'époque médio-assyrienne.. Aline TenuSource: Iraq, Vol. 66, Nineveh. Papers of the 49th Rencontre Assyriologique Internationale,Part One (2004), pp. 27-33
12. ↑  (en) Gautschy, Rita  (2014). A reassessment of the absolute chronology of the Egyptian new kingdom and its 'brotherly' countries. Ägypten und Levante / Egypt and the Levant  24: 144

- Dit artikel of een eerdere versie ervan is een (gedeeltelijke) vertaling van het artikel Ninurta-apal-Ekur op de Engelstalige Wikipedia, dat onder de licentie Creative Commons Naamsvermelding/Gelijk delen valt. Zie de bewerkingsgeschiedenis aldaar.